# Pahtécatl

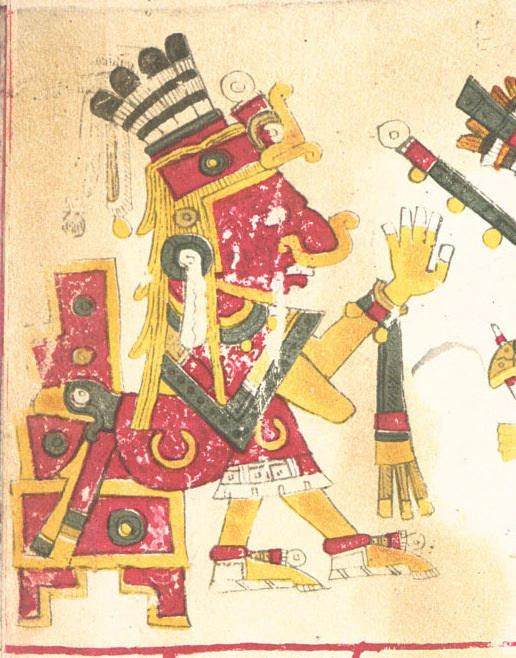
Pahtécatl descrito en el Códice Borgia.

Pahtécatl (del náhuatl: Pahtekatl ‘morador de la medicina’‘pahtli, medicina; tekatl, morador de, habitante de, persona de’) en la mitología mexica es el dios de las medicinas y descubridor del peyote, así como el "señor de la raíz del pulque". En el calendario azteca, Pahtécatl es el señor de los trece días de 1 mono al 13 casa. Esposo de Mayáhuel, juntos crearon el pulque y tuvieron como hijos a los Centzon Totochtin.